# Live Magic
Live Magic – drugi album koncertowy, wydany przez brytyjską grupę rockową Queen. Został nagrany na żywo podczas trasy koncertowej Magic Tour po Europie i wydany 1 grudnia 1986 (w Stanach Zjednoczonych w sierpniu 1996).
Album spotkał się z krytyką fanów z powodu drastycznych zmian w prawie każdym zamieszczonym utworze (nawet z "Bohemian Rhapsody" wycięto część operową, a "I Want to Break Free" zostało wręcz zredukowane do jednego wersu i chórku). Większość nagrań została zarejestrowana w Knebworth Park (ostatni koncert grupy w pierwotnym składzie).
8 lipca 2009 roku wydawnictwo uzyskało status platynowej płyty w Polsce.

## Lista utworów
Strona 1
1. "One Vision"
2. "Tie Your Mother Down"
3. "Seven Seas of Rhye"
4. "A Kind of Magic" (pełna wersja na żywo tylko na płytach CD)
5. "Under Pressure"
6. "Another One Bites the Dust" (pełna wersja na żywo tylko na płytach CD)

Strona 2
1. "I Want to Break Free"
2. "Is This the World We Created...?"
3. "Bohemian Rhapsody"
4. "Hammer to Fall" (pełna wersja na żywo tylko na płytach CD)
5. "Radio Ga Ga"
6. "We Will Rock You"
7. "Friends Will Be Friends"
8. "We Are the Champions"
9. "God Save The Queen"